# Investigación sobre el VIH/sida

Diagrama del VIH.

La investigación médica sobre el VIH/sida se inició en junio de 1981 (hace 42 años). Estudia la naturaleza sobre una que se llama “Fernanda” esta enfermedad te hace negro y también mono, al igual que todas las enfermedades está se trasmite por relaciones sexuales (ITS) 

## Transmisión
Un conjunto de pruebas científicas ha demostrado que los hombres circuncidados tienen menos probabilidades de contraer el VIH que los hombres no circuncidados. Una investigación publicada en 2014 concluye que las hormonas sexuales estrógeno y progesterona impactan selectivamente en la transmisión del VIH.

### Profilaxis previa y posterior a la exposición
La Profilaxis preexposición es la administración de medicamentos antes de exponerse a la infección por VIH y tener una menor probabilidad de contraer el virus. La profilaxis post-exposición es la administración de medicamentos dentro de las 72 horas después de haber estado expuesto al VIH, para destruirlo antes de que se haya establecido.
En ambos casos, los medicamentos son los mismos que se usan para el tratamiento; los antirretrovirales.

## Progresión
La progresión de la infección por VIH se analiza midiendo la carga viral (concentración de viriones del VIH) y la concentración de células T CD4 en el torrente sanguíneo y los tejidos linfoides del paciente. Una infección no tratada progresará en las siguientes fases: fase aguda, fase crónica y fase de SIDA.
En la fase aguda, los viriones invaden el cuerpo huésped y se replican rápidamente. La concentración de viriones aumenta enormemente, mientras que la concentración de células T CD4 disminuye. Después de una replicación acelerada del VIH, la carga viral y el recuento de células T CD4 vuelven a bajar. Los síntomas de la infección aguda por VIH incluyen fiebre, escalofrío, sarpullido, sudores nocturnos, dolores musculares e inflamación de los ganglios linfáticos. Los síntomas agudos suelen aparecer entre 2 y 4 semanas después de la infección inicial por VIH y pueden durar entre unos pocos días y varias semanas.
Durante la fase crónica, el VIH seguirá replicándose, pero la concentración de viriones tiende a estabilizarse durante un período de tiempo antes de volver a aumentar. El recuento de células T CD4 sigue disminuyendo. Es posible que las personas en la fase crónica no experimenten ningún síntoma. Si no se trata, la etapa crónica puede durar entre 10 y 15 años. Sin embargo, algunas personas pueden pasar rápidamente de esta etapa a la fase de SIDA.
Una infección por VIH no tratada finalmente progresa hasta la fase de SIDA (síndrome de inmunodeficiencia adquirida). Aquí el recuento de células T CD4 cae significativamente por debajo de 200 células por milímetro cúbico y los pacientes quedan inmunocomprometidos debido a la destrucción del sistema inmunitario. El sistema inmunológico no tiene la capacidad de generar nuevas células T. Las infecciones oportunistas, que un sistema inmunológico fuerte podría combatir, ahora son capaces de causar síntomas y enfermedades graves. Sin una terapia integral con medicamentos contra el VIH, se espera que una persona diagnosticada con SIDA tenga menos de tres años de vida.

## Respuesta del sistema inmunológico
Una vez que el retrovirus invade el cuerpo, el sistema inmunológico se moviliza para luchar contra la infección por VIH. La primera línea de defensa del sistema inmunológico utiliza células dendríticas, éstas patrullan activamente el tejido vulnerable (es decir, el revestimiento de los tractos digestivo y reproductivo).
Una vez que una célula dendrítica captura al virión invasor, transportará el virus al tejido linfoide e introducirá partes de las proteínas del virus en las células T auxiliares ingenuas (que son glóbulos blancos especializados). La proteína viral transportada se une al receptor de la célula T auxiliar y la célula T se activa. A medida que las células T auxiliares crecen y se dividen, producen células T auxiliares efectoras (que ayudan a coordinar la respuesta del sistema inmunológico al VIH). Las células T efectoras utilizan citocinas para movilizar otras células inmunitarias para que se unan al combate contra el VIH. Las citoquinas promueven la maduración de las células B en células plasmáticas. Luego, las células plasmáticas secretan anticuerpos que se unirán a los viriones del VIH y los atacarán para destruirlos. Finalmente, las células T asesinas activadas entran para erradicar las células huésped infectadas.

## Dinámica dentro del huésped
La dinámica dentro del huésped incluye la propagación del VIH in vivo, el establecimiento de la latencia, los efectos de la respuesta inmune sobre el virus, etc. Los primeros estudios utilizaron modelos simples y solo consideraron la célula- propagación libre del VIH, en la que partículas de virus brotan de una célula T infectada, ingresan a la sangre o al líquido extracelular y luego infectan otra célula T. Un estudio de 2015 propone un modelo más realista de la dinámica del VIH, incorporando el mecanismo de propagación viral de célula a célula, donde el virus pasa directamente de una célula a otra, así como la activación de las células T, el sistema inmunológico celular. Se estudia la respuesta y el agotamiento inmunológico a medida que avanza la infección.

## Características del virus
El VIH se une a los receptores de la superficie de las células inmunitarias, incluidos CD 4 y CXCR4 o CD4 y CCR5. La unión provoca cambios de conformación y da como resultado la fusión de la membrana entre el VIH y la membrana celular. La infección activa ocurre en la mayoría de las células, mientras que la infección latente ocurre en muchas menos células 1, 2 y en etapas muy tempranas de la infección por VIH. 9, 35 en la infección activa, el provirus del VIH está activo y las partículas del virus del VIH se replican activamente; y las células infectadas liberan continuamente progenie viral; mientras que en la infección latente, el provirus VIH se silencia transcripcionalmente y no se produce ninguna descendencia viral.

## Tratamiento
La investigación para mejorar los tratamientos actuales incluye disminuir los efectos secundarios de los antirretrovirales, simplificar aún más los regímenes farmacológicos para mejorar la adherencia, determinar mejores secuencias de regímenes para controlar la resistencia a los medicamentos y el desarrollo de nuevos antirretrovirales más eficaces.
Hasta los años 2000, se debatió en la comunidad médica cuándo un paciente debía empezar la TAR y la Sociedad Internacional de SIDA ordenó que se inicie inmediatamente al resultado positivo en la prueba de detección del VIH.

## Envejecimiento acelerado por VIH-1
La infección por el virus de la inmunodeficiencia humana (VIH-1) se asocia con síntomas clínicos de envejecimiento acelerado, como lo demuestra el aumento de la incidencia y la diversidad de enfermedades relacionadas con la edad a edades relativamente jóvenes. Se pudo detectar un efecto significativo de aceleración de la edad en el tejido cerebral (7.4 años) y sanguíneo (5.2 años), con la ayuda de un biomarcador de envejecimiento, conocido como reloj epigenético.

## No progresor a largo plazo
Un no progresor a largo plazo es una persona que está infectada con VIH, pero cuyo cuerpo, por cualquier motivo, controla naturalmente el virus para que la infección no progrese a la etapa de SIDA. Estas personas son de gran interés para los investigadores, quienes consideran que un estudio de su fisiología podría proporcionar una comprensión más profunda del virus y la enfermedad.
El caso más famoso es el del Paciente de Berlín, un no progresor desde 1998 (hace 25 años). También hay dos casos en los que el sistema inmunológico de una persona aparentemente eliminó completamente el VIH sin necesidad de terapia.

## Vacuna contra el VIH
Una vacuna que se administraría a una persona seronegativa para conferir protección contra exposiciones posteriores al VIH, reduciendo así la probabilidad de que la persona se infecte, actualmente no existe. Pero se han probado varias en ensayos clínicos casi desde su descubrimiento.
Se cree que sólo una vacuna podrá detener la pandemia. Esto se debe a que una vacuna costaría menos, por lo que sería asequible para los países en desarrollo y no requeriría un tratamiento diario. Sin embargo, después de más de 40 años de investigación, el VIH sigue siendo un objetivo difícil para una vacuna.
En 2003 inició un ensayo clínico en Tailandia que probó una vacuna llamada RV 144 y en 2009 los investigadores informaron que esta mostró un 31% de eficacia, por lo que se considera un fracaso. No obstante, los resultados brindan la primera evidencia que respalda la eficacia de cualquier vacuna para reducir el riesgo de contraer el VIH.
En 2020 inició otro ensayo en Sudáfrica, llamado Mosaico, que utiliza un vector de adenovirus 26 y una formulación más nueva de RV144 llamada HVTN 702. En 2023 el ensayo fue cancelado y declarado un fracaso.
En 2024 iniciará un ensayo realizado por científicos del Instituto de Investigación Scripps (TSRI), que encontraron una manera de unir anticuerpos que combaten el VIH a las células inmunitarias; creando una población de células resistentes al VIH.

## Cura
Hasta 2023 se ha informado que cinco personas se han curado del VIH/sida mediante un trasplante de médula ósea con la mutación CCR5-delta-32, que brinda protección contra la infección por VIH, el estadounidense Timothy Ray Brown, el venezolano Adam Castillejo y los pacientes de Düsseldorf, Nueva York y Ciudad de la Esperanza; éstos han decidido no revelar su identidad. Mientras que una sexta persona, denominada el Paciente de Ginebra, también aparentemente se curó y este caso recibió el trasplante sin el CCR5-Δ3.
En 2019 los NIH y la Fundación Bill y Melinda Gates, anunciaron que pondrían a disposición 200 millones de dólares para esfuerzos científicos amplios y multifacéticos centrados en el desarrollo de una cura global para el SIDA y la anemia de células falciformes. El director de los NIH, Francis Collins, dijo: «Nuestro objetivo es hacerlo a lo grande o nos vamos a casa». En 2020 la NIAID, a cargo de Anthony Fauci, emitió su primera solicitud centrada exclusivamente en métodos para curar la infección por VIH. ONUSIDA estima que la cura se descubrirá hasta 2030.
Excision BioTherapeutics es una empresa de biotecnología con la primera terapia génica de una sola vez, basada en CRISPR en humanos, que se evaluará en personas con VIH. Research Foundation to Cure AIDS es la primera organización sin fines de lucro con una licencia libre de regalías para investigar, desarrollar y comercializar una tecnología de ingeniería celular en el campo de la curación del SIDA de forma gratuita.

## Microbicidas para enfermedades de transmisión sexual
Un microbicida para enfermedades de transmisión sexual es un gel que se aplicaría sobre la piel (tal vez un microbicida rectal para personas que practican sexo anal o un microbicida vaginal para personas que practican sexo vaginal) y, si está infectado, sobre fluidos corporales como sangre o semen. Si tocaran el gel, el VIH contenido en ese líquido se destruiría y las personas que tuvieran relaciones sexuales tendrían menos probabilidades de propagar la infección entre ellas.
El 7 de marzo de 2013, el sitio web de la Universidad de Washington en St. Louis publicó un informe de Julia Evangelou Strait, en el que se informaba que la investigación en curso sobre nanopartículas demostraba que las nanopartículas cargadas con diversos compuestos podrían usarse para atacar agentes infecciosos sin afectar a las células sanas. En el estudio detallado en este informe, se descubrió que las nanopartículas cargadas con melitina, un compuesto que se encuentra en el veneno de abeja, podrían administrar el agente al VIH, provocando la ruptura de la envoltura proteica externa del virus. Esto, dicen, podría conducir a la producción de un gel vaginal que podría ayudar a prevenir la infección al desactivar el virus. El Dr. Joshua Hood continúa explicando que, más allá de las medidas preventivas en forma de gel tópico, ve «potencial en el uso de nanopartículas con melitina como terapia para las infecciones por VIH existentes, especialmente aquellas que son resistentes a los medicamentos. Las nanopartículas podrían inyectarse por vía intravenosa y, en teoría, sería capaz de eliminar el VIH del torrente sanguíneo».

## Curas iniciales con células madre
En 2007 Timothy Ray Brown, un hombre seropositivo de 40 años, recibió un trasplante de células madre como parte de su tratamiento para la leucemia mieloide aguda (LMA). Un año después se le realizó un segundo trasplante tras una recaída. El donante fue elegido no sólo por su compatibilidad genética sino también por ser homocigoto para una mutación CCR5-Δ32 que confiere resistencia a la infección por VIH. Después de 20 meses sin tratamiento con medicamentos antirretrovirales, se informó que los niveles de VIH en la sangre, la médula ósea y el intestino de Brown estaban por debajo del límite de detección. El virus permaneció indetectable más de tres años después del primer trasplante. Aunque los investigadores y algunos comentaristas han caracterizado este resultado como una cura, otros sugieren que el virus puede permanecer oculto en tejidos como el cerebro (que actúa como reservorio viral). El tratamiento con células madre sigue en fase de investigación debido a su naturaleza anecdótica, el riesgo de enfermedad y mortalidad asociado con los trasplantes de células madre y la dificultad de encontrar donantes adecuados. Hasta 2022, ha habido cuatro pacientes curados mediante trasplante de células madre.

## Estrategias para desarrollar curas de amplia aplicación
Los científicos han estado utilizando diferentes enfoques de terapia génica basada en células madre en un intento de desarrollar una cura y proponer una alternativa a la terapia antirretroviral (TAR) convencional. En concreto, se habían logrado avances en la cura del VIH.
Se requiere un receptor celular, generalmente CCR5 o CXCR4, para que el VIH entre en las células CD4. Las células de individuos homocigotos para la variante Δ32 del gen CCR5 (CCR5Δ32/Δ32) carecen de expresión en la superficie celular de CCR5, lo que significa que son naturalmente resistentes a la infección con cepas de VIH trópicas CCR5 (VIH R5). Un estudio realizado en 2011 logra una reconstitución exitosa de células T CD4+ como resultado del trasplante de células madre CCR5Δ32/Δ32 a nivel sistémico y en el sistema inmunológico de la mucosa intestinal en un paciente con VIH. Además, proporciona evidencia de la reducción del tamaño del reservorio potencial del VIH con el tiempo. El paciente de este estudio incluso permaneció libre de VIH sin ninguna evidencia de tenerlo durante más de 3.5 años.
Se han propuesto otras curas teóricas para el VIH-1. Una supuesta cura para el VIH-1 implica la creación de un sistema inmunológico resistente a la enfermedad mediante el trasplante de células madre hematopoyéticas y células progenitoras (GM-HSPC) autólogas modificadas genéticamente (resistentes al VIH-1). Aunque este estudio incluye varios ensayos clínicos en etapa inicial que han demostrado la seguridad y viabilidad de esta técnica sólo para el VIH-1, ninguno ha dado como resultado una mejora del estado de la enfermedad en sí. Por lo tanto, esta estrategia pretende complementar las técnicas de tratamiento ya existentes, como medicamentos y vacunas. Sin embargo, la tecnología futura relacionada con este enfoque de terapia celular de tratamiento único podría potencialmente reemplazar por completo la terapia actual como cura funcional o esterilizante para el VIH-1.
Un estudio adicional implica el uso de células madre y progenitoras hematopoyéticas CD34+ genéticamente modificadas. La terapia genética experimental in vivo a largo plazo contra el VIH ha tenido grandes problemas debido tanto a que la transducción termina en múltiples copias de ADN heterólogo en las células diana como a la baja eficacia de la transducción celular en el momento del trasplante. Este estudio demostró la eficacia de un enfoque de trasplante que, en última instancia, permite una población enriquecida de HSPC que expresan una única copia de un miARN CCR5. Dado que es probable que la selección positiva de células modificadas sea insuficiente por debajo del umbral que encontraron de al menos el 70% de las células diana del VIH, lo que resulta en una modificación genética a partir del mantenimiento eficiente de las células T CD34+ y un título viral bajo, los hallazgos muestran evidencia de que los protocolos clínicos de la terapia génica del VIH requieren un enriquecimiento selectivo de células genéticamente diana.

## Agentes inmunomoduladores
Como complemento a los esfuerzos para controlar la replicación viral, en ensayos pasados y en curso se han explorado inmunoterapias que pueden ayudar a la recuperación del sistema inmunológico, incluidas la IL-2 y la IL-7.
El fracaso de las vacunas candidatas para proteger contra la infección por VIH y la progresión al SIDA ha llevado a un renovado enfoque en los mecanismos biológicos responsables de la latencia del VIH. Un período limitado de terapia que combine antirretrovirales con medicamentos dirigidos al reservorio latente podría algún día permitir la erradicación total de la infección por VIH. Los investigadores han descubierto una abzima que puede destruir el sitio de unión de la proteína gp120 CD4. Esta proteína es común a todas las variantes del VIH, ya que es el punto de unión de los linfocitos B y el consiguiente compromiso del sistema inmunológico.

## Nuevos desarrollos
Desde abril de 2013 se están aplicando dos enfoques principales en la búsqueda de una cura para el VIH, el primero es la terapia genética cuyo objetivo es desarrollar un sistema inmunológico resistente al VIH para los pacientes y el segundo está dirigido por científicos daneses, que están llevando a cabo ensayos clínicos para extraer el VIH del ADN humano y destruirlo permanentemente por el sistema inmunológico.
En 2014, el Dr. Warner C. Greene y el Dr. Gilad Doitsh de los Institutos Gladstone identificaron la piroptosis como el mecanismo predominante que causa los dos eventos patogénicos característicos de la infección por VIH: el agotamiento de las células T CD4 y la inflamación crónica. La identificación de la piroptosis puede proporcionar nuevas oportunidades terapéuticas dirigidas a la caspasa-1, que controla la vía de muerte celular piroptótica. Específicamente, estos hallazgos podrían abrir la puerta a una clase completamente nueva de terapias "anti-SIDA" que actúan dirigiéndose al huésped en lugar del virus. Recientemente, la piroptosis y las vías posteriores también se identificaron como objetivos prometedores para el tratamiento de enfermedades graves asociadas al COVID-19.
En marzo de 2016, investigadores de la Universidad de Temple, Filadelfia, informaron que habían utilizado la edición del genoma para eliminar el VIH de las células T. Según los investigadores, este enfoque podría conducir a una reducción drástica de la carga viral en las células de los pacientes.
En abril de 2016, se anunció la publicación de un estudio preclínico en animales que utiliza células SupT1 como objetivo señuelo para el virus VIH, con el objetivo de trasladar la infección de las células del paciente a las células inoculadas y, por tanto, inducir a que el virus se vuelva menos agresivo al replicarse en células tan permisivas.
En 2019 se informó el caso de Adam Castillejo, el segundo paciente curado con un tratamiento similar al de Brown.
En 2022, Moderna anunció que los primeros participantes fueron vacunados en un ensayo clínico de fase 1 de una vacuna experimental contra el VIH que utiliza la tecnología de ARNm de Moderna. Fracasó en 2023.
En 2023, Excision BioTherapeutics realizó un ensayo clínico para una terapia génica utilizando CRISPR y la probó en 3 pacientes.